# Eruzione Hōei del monte Fuji

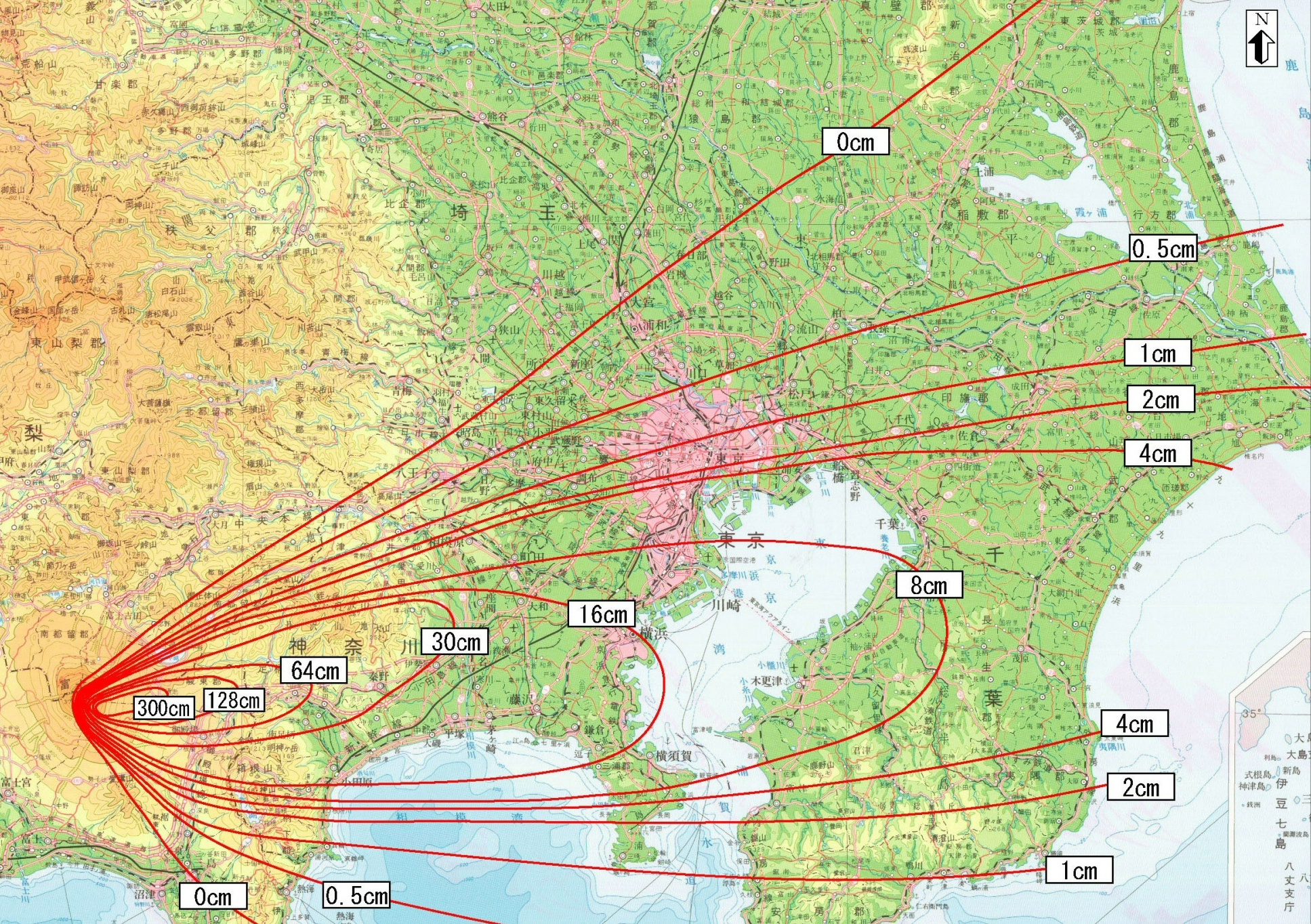
Mappa della caduta delle ceneri vulcaniche nell'eruzione Hoei

L'Eruzione Hōei del Fuji (宝永大噴火?, Hōei dai funka) avvenne nel 1707 (il quarto anno dell'era Hōei).
Ci sono state 3 grandi eruzioni nella storia del Fuji: due volte nel periodo Heian (le eruzioni Enryaku e Jōgan), e una volta nel periodo Edo (l'eruzione Hōei di questa voce).
Nonostante non ci sia stata una colata di lava, l'eruzione Hoei ha rilasciato un'ingente quantità di cenere vulcanica, che si è diffusa su vaste aree intorno al vulcano, raggiungendo perfino Edo quasi a 100 km dal Fuji. Il volume delle ceneri fu stimato in circa 800.000.000 m³.
L'eruzione avvenne sul lato sud-occidentale del Monte Fuji e formò tre nuove bocche vulcaniche chiamate 1a, 2a e 3a bocca Hōei. Il Fuji non ha più eruttato da allora.

## Catastrofi secondarie
Nell'anno seguente all'eruzione Hōei, il fiume Sakawa, come effetto secondario, straripò a causa della sedimentazione di ceneri vulcaniche.
Le ceneri vulcaniche caddero e ricoprirono ampiamente i campi coltivati ad est del Fuji. Per recuperare i campi, i contadini gettarono i prodotti dell'eruzione in discariche e formarono mucchi di cenere. La pioggia trasportò questi mucchi dalle discariche nei fiumi a più riprese e rese alcuni fiumi meno profondi. In particolar modo nel fiume Sakawa scorse un'abbondante quantità di cenere vulcanica e creò dighe temporanee qua e là. L'acquazzone di pioggia del 7 e dell'8 agosto dell'anno seguente all'eruzione causò una valanga di cenere vulcanica e fango e ruppe le dighe, inondando la pianura di Ashigara.